# Atari 7800
Atari 7800 – konsola gier wideo wyprodukowana przez amerykańskie przedsiębiorstwo Atari. Jej premiera odbyła się w 1986 roku w USA a w 1991 roku trafiła do Polski. 

## Historia
Atari 7800 zapowiedziano 24 maja 1984 roku jako następca Atari 5200 i konkurent Nintendo Famicoma oraz Sega SG-1000, jednak problemy finansowe oraz zmiany właściciela spółki Atari odwlekły premierę o 2 lata, uniemożliwiając zaimplementowanie niektórych funkcji. Dało to też czas konkurencji - Nintendo Entertainment System oraz Sega Master System na wejście do Stanów Zjednoczonych. Gdy system zadebiutował w 1986 roku, Atari skupiło się na aspekcie cenowym, wypuszczając wiele gier w niskiej cenie, przeznaczając tym samym niewielkie środki na promocję samego urządzenia. Opóźniona premiera, cięcia finansowe i niewielka biblioteka gier (nie uwzględniając wstecznej kompatybilności z Atari 2600) sprawiły, że system nigdy nie zbliżył się do swoich rywali. W Europie oraz regionie PAL konsola zadebiutowała w 1987 roku, jako następca Atari 2600 (model 5200 nigdy nie wydano poza USA). Sam system nie powtórzył sukcesu swojego poprzednika a większość konsol sprzedawano wysyłkowo w mało zamożnych regionach poszczególnych krajów. W Polsce system wydano w 1991 roku, w tym samym momencie co 2600 i Lynx. Sprzedażą zajmowało się trzech autoryzowanych dystrybutorów, jednak liczba punktów sprzedaży była ograniczona. Podobnie jak w Europie Zachodniej, Atari 7800 rozprowadzano wraz z darmową grą Asteroids a dodatkowo można było zakupić inne 34 tytuły. System wycofano na całym świecie w 1992 roku, jednak w Europie Zachodniej, ostatnie zapasy skończyły się na przełomie lata i jesieni 1995 roku.
W 2004 roku wydano konsolę wzorowaną na Atari 7800 – Atari Flashback. W listopadzie 2024 roku wydano odświeżoną wersję konsoli o nazwie Atari 7800+.

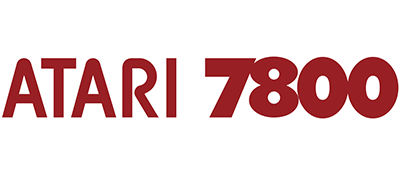
Logo konsoli

## Dane techniczne
- 8-bitowy procesor 6502C z zegarem 1,79 MHz[3]
- 4 KB RAM-u[3]
- wbudowane 4 KB BIOS ROM-u[3]
- kontroler graficzny Maria:
  - rozdzielczość 160x240 (160x288 w PAL) lub 320x240/288[3]
  - 25 kolorów z palety 256[3]
  - DMA (ang. Direct Memory Access)
  - zegar 7,16 MHz
- wejścia/wyjścia: dżojstik i przełącznik konsoli obsługiwany przez układ 6532 RIOT oraz TIA
- dźwięk obsługiwany przez układ audio-wideo TIA, taki sam jak w Atari 2600
  - opcjonalnie układ dźwiękowy POKEY na kartridżu dla polepszenia dźwięku
- dwa złącza dżojstików, złącze kartridżów, złącze rozszerzeń, zasilania i antenowe